# Llau de Brunet
Llau de Brunet és el nom de dues llaus paral·leles del terme municipal de Conca de Dalt, al Pallars Jussà, a l'antic terme d'Hortoneda de la Conca, en terres de l'antic poble de Perauba.
La primera es forma al vessant de ponent de la Serra del Pi, des d'on davalla cap a ponent pel nord de l'Obaga del Portal, al nord de la qual rep per la dreta la llau de Sant Andreu. Passa pel nord del Tros de la Borda i de la Borda del Músic, i al cap de poc s'aboca en la llau de Perauba al sud-oest de la Solana de la Gargalla. Té al seu nord les Roques de Brunet.
La segona, paral·lela pel nord a la primera, al vessant nord de les Roques de Brunet i de l'Obaga de Brunet, es forma al Clot del Corral del Mestre, on rep la llau de l'Era del Tardà, des d'on davalla cap a ponent pel nord de l'Obaga del Brunet i s'aboca de seguida en la llau de Perauba, al Planell d'Ísop.